# Val Brembilla
Val Brembilla est une commune italienne de 4 135 habitants située dans la province de Bergame dans la région de la Lombardie dans le nord-ouest de l'Italie qui comprend Brembilla, Gerosa.

## Histoire
Le 25 mai 2014, la commune a été formée à partir des anciennes communes de Brembilla et Gerosa. Le 1er décembre 2013, 77 pour cent de la population a voté en faveur de la création de la communauté,,.